# Залізний потік
«Залізний потік» (рос. Железный поток) — радянський художній кольоровий фільм, знятий в 1967 році режисером Юхимом Дзиганом за однойменним романом Олександра Серафимовича. Прем'єра відбулася 5 листопада 1967 року. У прокаті фільм подивилося 22,2 млн глядачів.

## Сюжет
В основі сюжету — важкий похід Таманської армії через райони, зайняті білими військами. Час дії — літо 1918 року, початок громадянської війни.

## У ролях
- Микола Алексєєв —  Кожух, командир Таманської армії
- Лев Фричинський —  Артемов, комполк
- Володимир Івашов —  Олексій Приходько
- Микола Дупак —  Волосатов, комполк
- Микола Денисенко —  Безуглий
- Анатолій Дегтяр —  Опанасов
- Яків Гладких —  Смирнюк
- Г. Заславець —  Голован
- Ірина Мурзаєва —  Горпина  (озвучила Валентина Владимирова)
- Галина Самохіна
- Ніна Алісова —  Клавдія
- Леонід Галліс —  генерал Антон Іванович Денікін
- Володимир Сєдов —  генерал Віктор Леонідович Покровський
- Микола Засєєв-Руденко —  ад'ютант генерала Покровського
- Микола Трофімов —  солдат Чірік
- Борис Бітюков —  червоний командир
- Валентин Голубенко —  Смолокуров

## Знімальна група
- Режисер: Юхим Дзиган
- Сценарист: Юхим Дзиган, Аркадій Пєрвєнцев
- Оператор-постановник: Олексій Темерін
- Композитор: Вано Мураделі